# Three Blind Mice (лейбл звукозаписи)
Three Blind Mice (TBM, с англ. — «Три слепые мышки») — японский джазовый лейбл звукозаписи, основанный в 1970 году продюсером Такэси Фудзии как объединение малоизвестных джаз-бэндов. Благодаря грамотной продюсуре Фудзии и мастерству инженера звукозаписи Ёсисико Каннари, TBM быстро снискал репутацию лейбла, производящего музыку исключительно высокого качества и в итоге завоевал популярность среди почитателей джаза по обе стороны Атлантики.
В начале распространением и выпуском записей частично занималась компания Toshiba-EMI Ltd, в 1979 году был подписан контракт с дистрибьютором Nippon Phonogram. Последним дистрибьютором лейбла стала Trio Records. Лейбл прекратил существование в 1985 году.
Выпустил около 150 релизов, стал пятикратным лауреатом японской премии в области джазовой музыки Jazz Disc Award. Такие известные исполнители, как Исао Судзуки, Цуёси Ямамото, Джордж Кавагути, Тэрумаса Хино, Масару Имада и Мари Накамото, записывали свои первые работы на TBM.